# Храмовые куфии
Храмовые куфии (лат. Tropidolaemus) — род ядовитых змей подсемейства ямкоголовых семейства гадюковых. Длина около 75 см самцы, около 1 м самки. Окраска яркая, пёстрая, существенно варьирует — от тёмной в полосочку до зелёной в крапинку. Преимущественно древесные змеи, хорошо лазают. Укус болезненный, вызывает отёк. Яд применяется в косметологии в том же качестве, что и ботулотоксин — для уменьшения признаков старения кожи.

## Виды
В роде храмовых куфий 5 видов:
- Tropidolaemus huttoni (Smith, 1949)
- Tropidolaemus laticinctus (Kuch, Gumprecht & Melaun, 2007)
- Tropidolaemus philippensis (Gray, 1842)
- Tropidolaemus subannulatus (Gray, 1842)
- Tropidolaemus wagleri (Boie, 1827) — Храмовая куфия[1]

## Изображения

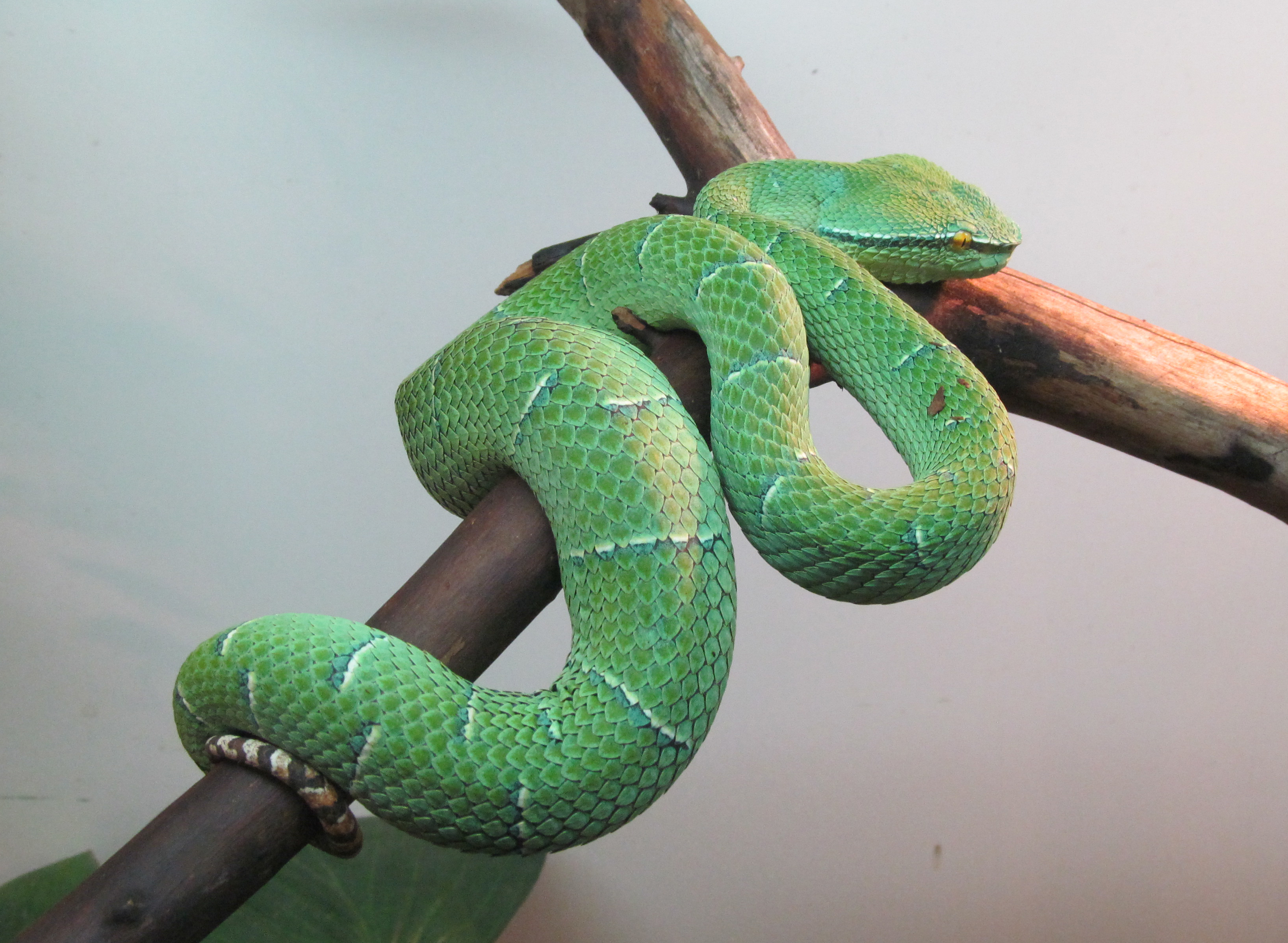
Целебесская куфия Tropidolaemus subannulatus